# Calling All Girls
"Calling All Girls" (Español: "Llamando a Todas las Chicas") es una canción por la banda de rock británica Queen. Escrita por el baterista Roger Taylor, es la octava canción del álbum de 1982, Hot Space. Fue publicado como sencillo el 19 de julio de 1982 en los Estados Unidos, Canadá y Polonia, donde alcanzó las posiciones #60, #33 y #6 respectivamente.
"Calling All Girls" fue la primera canción escrita por Roger Taylor en ser lanzado como sencillo, a pesar de sólo haber sido publicada en algunos países, incluyendo los Estados Unidos, Australia y Canadá, pero no en el Reino Unido. Taylor compuso la canción en guitarra, tocando ruidos como feedback de realimentación durante el descanso. También es notable el uso de scratching. 
La canción nunca fue interpretada en Europa, pero una grabación de 1982 en Japón está disponible en el DVD del álbum en vivo de 2004, Queen on Fire - Live at the Bowl y en la versión de CD de lujo de Hot Space del año 2011.

## Video musical
El video es una parodia de la película de George Lucas, THX 1138, y fue raramente visto antes de ser lanzado en Greatest Video Hits II y en la página oficial de la banda en YouTube. Tanto Roger Taylor como Brian May expresaron abiertamente desdén por el video en sus comentarios, con Taylor afirmando que el mensaje de la canción no tiene nada que ver con los robots (que hacen una aparición prominente).

## Créditos
Queen
- Freddie Mercury – voz principal y coros
- Brian May – guitarra eléctrica
- Roger Taylor – batería, percusión, guitarra acústica, coros
- John Deacon – bajo eléctrico

## Grabaciones en vivo
- Queen on Fire - Live at the Bowl (DVD)
- Hot Space (CD Version Deluxe)

## Posicionamiento
| Gráficas (1982)                    | Pico de posición |
| ---------------------------------- | ---------------- |
| Estados Unidos (Billboard Hot 100) | 60               |
| Estados Unidos (Mainstream Rock)   | 40               |